# Wciornastki

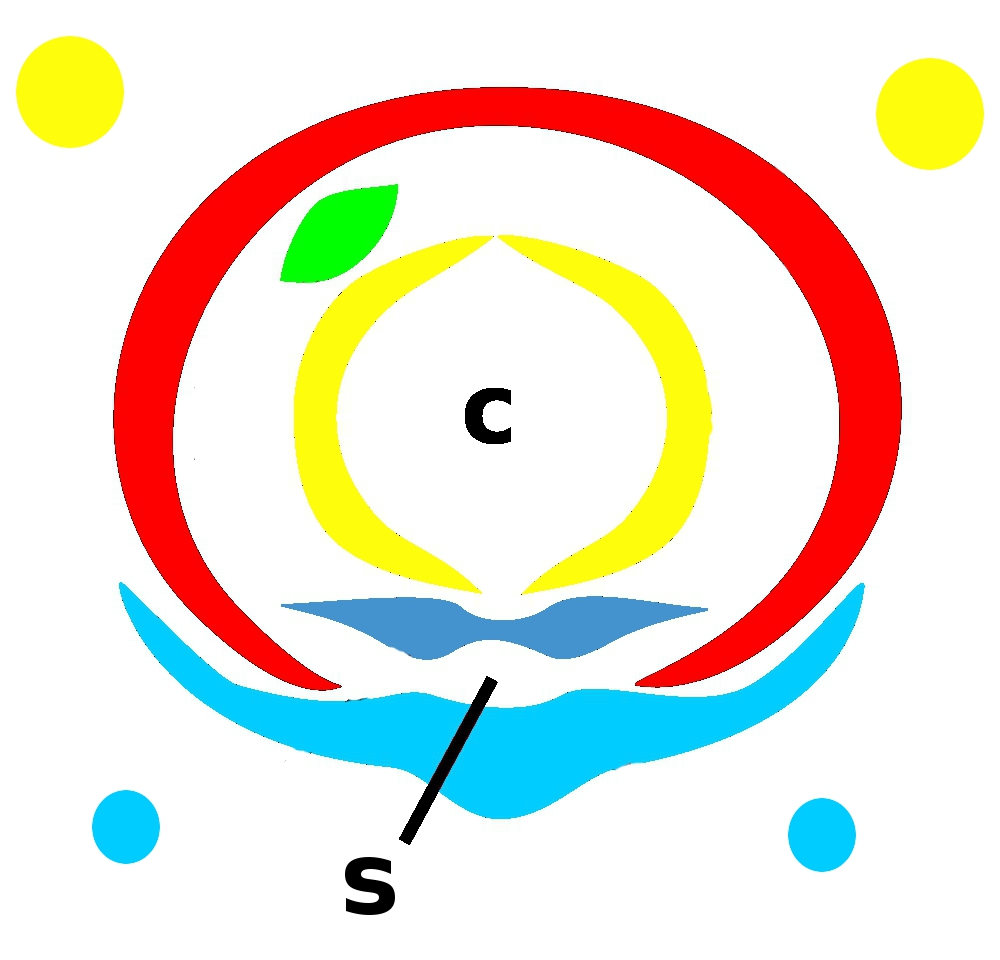
Schematyczny przekrój poprzeczny przez narządy gębowe wciornastków. Czerwony: warga górna, zielony: żuwaczka, żółty: szczęki i głaszczki szczękowe, c: kanał pokarmowy, granatowy: podgębie, s: kanał ślinowy, jasnoniebieski: warga dolna i głaszczki wargowe.

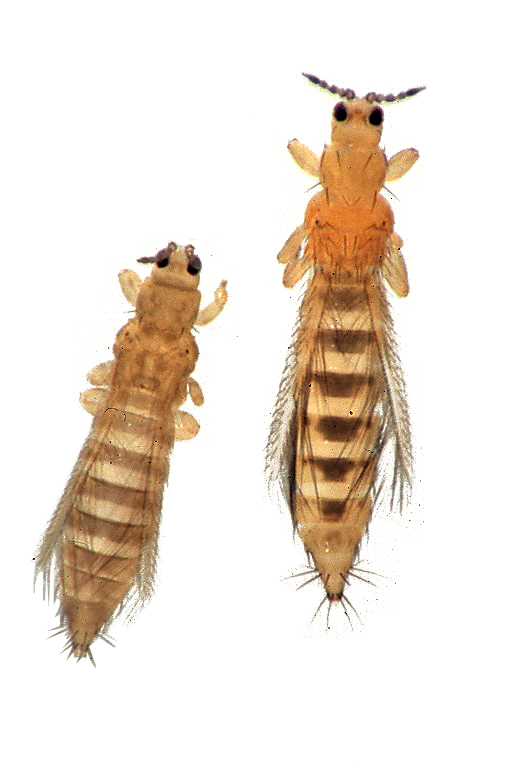
Wciornastek tytoniowiec (po lewej) i wciornastek zachodni (po prawej)

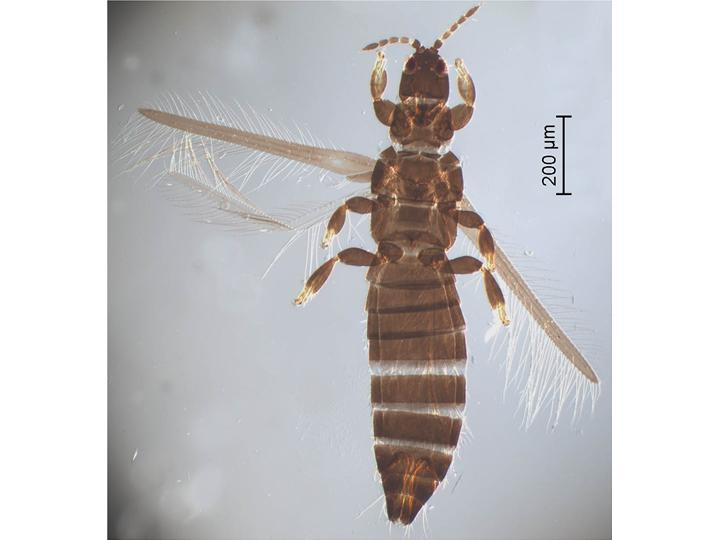
Limothrips cerealium

Wciornastki, przylżeńce (Thysanoptera) – rząd owadów z infragromady nowoskrzydłych, obejmujący około 6 tys. opisanych gatunków. Są to zwierzęta kosmopolityczne, znane nawet z Antarktydy. Mają drobne, zwykle wydłużone ciała i dwie pary skrzydeł o brzegach pokrytych strzępiną. Ich kłująco-ssący aparat gębowy charakteryzuje asymetria. Wchodzą w skład aeroplanktonu. Zamieszkują rozmaite środowiska. Część tworzy społeczności. Większość gatunków żywi się ssąc soki roślin, jednak są wśród nich gatunki grzybożerne, porostożerne, jak również drapieżne. Niektóre gatunki są szkodnikami upraw, które obok uszkodzeń roślin mogą także na nie przenosić drobnoustroje chorobotwórcze. W zapisie kopalnym przedstawiciele rzędu znani są od triasu.

## Opis
Drobne owady, zwykle osiągające 1,2–2,5 mm długości ciała (maksymalnie do 14 mm), którego obrys jest zazwyczaj wydłużony. Ich głowa jest hipognatyczna lub opistognatyczna, ale w trakcie żerowania ustawia się ortognatycznie. Aparat gębowy jest kłująco-ssący, asymetryczny, o silnie zredukowanej prawej żuwaczce i sztyletowatej lewej, wyposażony w stożek gębowy (haustellum). Występują zbudowane z 2–3 członów głaszczki szczękowe i złożone z 2–5 członów głaszczki wargowe. Oczy złożone larw są zredukowane, zaś u dorosłych leżą na przedzie i bokach głowy i często mają odseparowane fasetki. Często na wierzchu głowy występują jeszcze trzy przyoczka. Czułki mają biczyk złożony z 2–7 (lub 4–9) członów. Pierwotnie na tułowiu obecne cztery pary błoniastych skrzydeł o zredukowanym użyłkowaniu i obu brzegach porośniętych strzępiną, złożoną ze szczecinek i zwiększającą powierzchnię lotną. Występują także formy krótkoskrzydłe i bezskrzydłe. Odnóża są kroczne. Stopy są złożone z 1–2 członów, u larw zakończone pazurkami, a u dorosłych przylgami w formie wysuwalnych w przód pęcherzyków. Odwłok ma zredukowany jedenasty człon, pola gruczołów zapachowych na sternitach, a szczeciny na jego grzbiecie służą sczepieniu skrzydeł w pozycji spoczynkowej. Aparat kopulacyjny samca budują periandrium, edeagus z pseudowirgą, błoniaste nadprącie, a u części gatunków para paramer i navicula. U samic z podrzędu Terebrantia występuje pokładełko.

## Biologia i ekologia
Wciornastki zasiedlają kwiaty, liście, trawy, zakamarki kory, martwe drewno i ściółkę leśną. Można wśród nich spotkać fitofagi ssące, melitofagi, gatunki wyspecjalizowane w żerowaniu na glonach, strzępkach lub zarodnikach grzybów, porostach, a około 6% stanowią drapieżniki. Należą tu gatunki samotne, stadne, kolonialne i społeczne (subsocjalne jak i eusocjalne). Niektóre mogą indukować powstawanie galasów lub samodzielnie budować schronienia z liści.
Owady te zwykle rozmnażają się dwupłciowo, ale występuje wśród nich też partenogeneza w formie arrenotokii, rzadziej telitokii. Jaja mierzą 0,2 do 0,5 mm. Wciornastki pokładełkowe składają je do tkanek roślinnych, a rurkoodwłokowe przyklejają je do roślin, szczelin w drewnie czy do podłoża. Cykl rozwojowy zamyka się w 10–30 dniach i tyle też żyją formy dorosłe. Liczba pokoleń rocznie waha się od 1 do 15. Charakterystyczną ich cechą jest  przechodzenie rozwoju z przeobrażeniem niezupełnym typu remetabolicznego z 2–3 nieruchomymi i nie pobierającymi pokarmu stadiami spoczynkowymi. Po dwóch bezskrzydłych stadiach larwalnych, wyglądem zbliżonych do postaci dorosłej, pojawia się stadium przedpoczwarki, w którym mogą być już widoczne zawiązki skrzydeł, a po nim występują jeszcze jedno lub dwa stadia poczwarkowe.

## Rozprzestrzenienie
Wciornastki występują na wszystkich kontynentach z Antarktydą włącznie. Wchodzą w skład aeroplanktonu i bywają przenoszone z wiatrem na tysiące kilometrów. W Europie stwierdzono około 400 gatunków, z których 220 wykazano z Polski (zobacz: wciornastki Polski).

## Ewolucja i systematyka
Dotychczas opisano około 6000 gatunków wciornastków. Gatunki współczesne tradycyjnie dzieli się na dwa podrzędy: wciornastków pokładełkowych i rurkodwłokowych oraz około 10 rodzin. Relacje filogenetyczne pomiędzy poszczególnymi rodzinami i monofiletyzm lub parafiletyzm wciornastków pokładełkowych pozostają niejasne. Skamieniałości wciornastków – zarówno w formie odcisków jak i inkluzji – nie należą do rzadkich, ale często są słabo rozpoznawalne. Najbliższymi ich krewniakami są znane z permu i jury Zoropsocidae, tworzące z nimi klad Panthysanoptera. Z karbonu znana jest rodzina Westphalothripidesidae, a od permu do kredy rząd Lophoneurida, które to taksony tworzą wraz z wciornastkami i Zoropsocidae klad Thripida. Najstarsze znane właściwe wciornastki to Kazachothrips triassicus i Triassothrips virginicus z triasu późnego (rodzina Triassothripidae) – miały one tężej zbudowane ciała z szerszymi skrzydłami o lepiej zachowanym użyłkowaniu niż formy współczesne. Formy z kredy wczesnej zaczynają już przypominać obecne wciornastki. Cechująca się znaczną różnorodnością fauna z bursztynu bałtyckiego należy natomiast do współczesnych rodzin. Poniżej przedstawiono kilka stosowanych w XIX wieku układów systematycznych.
Według P. Nel i innych, 2014:
- podrząd: incertae sedis
  - †Triassothripidae
  - †Karataothripidae
- podrząd: Tubulifera – wciornastki rurkoodwłokowe
  - Phlaeothripidae – kwietniczkowate
- podrząd: Terebrantia – wciornastki pokładełkowe
  - Aeolothripidae – dziewięciorkowate
  - Fauriellidae
  - Heterohripidae
  - Merothripidae
  - Melanthripidae
  - Stenurothripidae
  - Thripidae – wciornastkowate
  - Uzelothripidae

Według Sierki (2012) zalicza się doń 9 rodzin współczesnych:
- podrząd: Terebrantia – wciornastki pokładełkowe
  - Adiheterothripidae
  - Aeolothripidae – dziewięciorkowate
  - Fauriellidae
  - Heterohripidae
  - Merothripidae
  - Melanthripidae
  - Thripidae – wciornastkowate
  - Uzelothripidae
- podrząd: Tubulifera – wciornastki rurkoodwłokowe
  - Phlaeothripidae – kwietniczkowate

W podziale Rasnicyna i Quicke’a z 2002 Thripida miały status rzędu, właściwe wciornastki podrzędu (Thripina = Thysanoptera sensu stricto), a wciornasktki pokładełkowe i rurkowe rangi infrarzędów:
- infrarząd: Thripomorpha – wciornastki pokładełkowe
  - nadrodzina: Aelothripoidea
    - †Karataothripidae
    - Uzelothripidae
    - Merothripidae
    - Aeolothripidae – dziewięciorkowate
    - Stenurothripidae

  - nadrodzina: Thripoidea
    - Hemithripidae
    - Heterohripidae
    - Thripidae – wciornastkowate
- infrarząd: Phlaeothripomorpha – wciornastki rurkoodwłokowe
  - Phlaeothripidae – kwietniczkowate

## Znaczenie gospodarcze
Odgrywają korzystną rolę jako zapylacze, ale gatunki fitofagiczne są też notowane jako szkodniki wielu roślin uprawnych. Wywołują one odbarwienia i deformacje roślin oraz zanieczyszczają je odchodami. Są także przenosicielami ponad 20 wirusów roślinnych, w tym jako jedyne zwierzęta topsowirusów, a wśród nich m.in.: wirusa brązowej plamistości pomidora (TSWV), wirusa nekrotycznej plamistości niecierpka (INSV) oraz GRSV. Owady te bywają notowane jako szkodniki techniczne, dostające się do matryc ekranów LCD.